# Gryphon Investors
Gryphon Investors Inc är ett amerikanskt riskkapitalbolag som investerar i företag som verkar i branscherna för företagsservice, hälso- och sjukvård, industri och konsumtionsvaror. De förvaltar ett kapital på $4 miljarder för år 2018.
Företaget grundades 1995 av David Andrews och Nick Orum, som är VD respektive president för riskkapitalbolaget.
De har sitt huvudkontor i One Maritime Plaza i San Francisco i Kalifornien.